# Gouvernement Hermoso I
 Îles Canaries
Saavedra II Hermoso II
Le gouvernement Hermoso I est le gouvernement des îles Canaries entre le 13 avril 1993 et le 20 juillet 1995, durant la IIIe législature du Parlement des Canaries. Il est présidé par Manuel Hermoso.

## Composition
| Fonction                                                            | Titulaire | Titulaire | Parti |
| ------------------------------------------------------------------- | --------- | --- | ----- |
| Président du gouvernement                                           |           | Manuel Antonio Hermoso Rojas | CC    |
| Vice-président Conseiller à l'Éducation, à la Culture et aux Sports |           | José Mendoza Cabrera | CC    |
| Conseiller à l'Agriculture et à l'Alimentation                      |           | Antonio Ángel Castro Cordobez | CC    |
| Conseiller à l'Économie et aux Finances                             |           | José Miguel González Hernández | CC    |
| Conseiller à l'Industrie et au Commerce                             |           | José Vicente León Fernández (jusqu'au 19/06/1995) Julio Bonis Álvarez a.i. | CC    |
| Conseiller aux Travaux publics, au Logement et aux Eaux             |           | Ildefonso Chacón Negrín (jusqu'au 27/09/1993) José Miguel González Hernández a.i. Diego Torres Mateos (à partir du 08/10/1993) Rodolfo José Núñez Ruano (à partir du 18/03/1994) | CC    |
| Conseiller à la Pêche et aux Transports                             |           | Juan Carlos Becerra Robayna (jusqu'au 24/09/1993) Felipe Perdomo Torres | CC    |
| Conseiller à la Politique territoriale                              |           | Fernando Redondo Rodríguez | CC    |
| Conseiller à la Présidence et au Tourisme                           |           | Miguel Zerolo Aguilar (jusqu'au 19/06/1995) Antonio Ángel Castro Cordobez a.i.                                                                                                   | CC    |
| Conseiller à la Santé et aux Affaires sociales                      |           | Julio Bonis Álvarez | CC    |
| Conseiller au Travail et à la Fonction publique                     |           | Francisco José Rodríguez-Batllori Sánchez | CC    |